# Hettenleidelheim
Hettenleidelheim là một đô thị thuộc huyện Bad Dürkheim, trong bang Rheinland-Pfalz, phía tây nước Đức. Đô thị Hettenleidelheim có diện tích 5,08 km², dân số thời điểm ngày 31 tháng 12 năm 2006 là 3090 người. Đô thị này tọa lạc ở Palatinate forest, cự ly khoảng 10 km về phía tây bắc của Bad Dürkheim.
Hettenleidelheim là thủ phủ của Verbandsgemeinde ("đô thị tập thể") Hettenleidelheim.